# آشپزی سیلزیایی

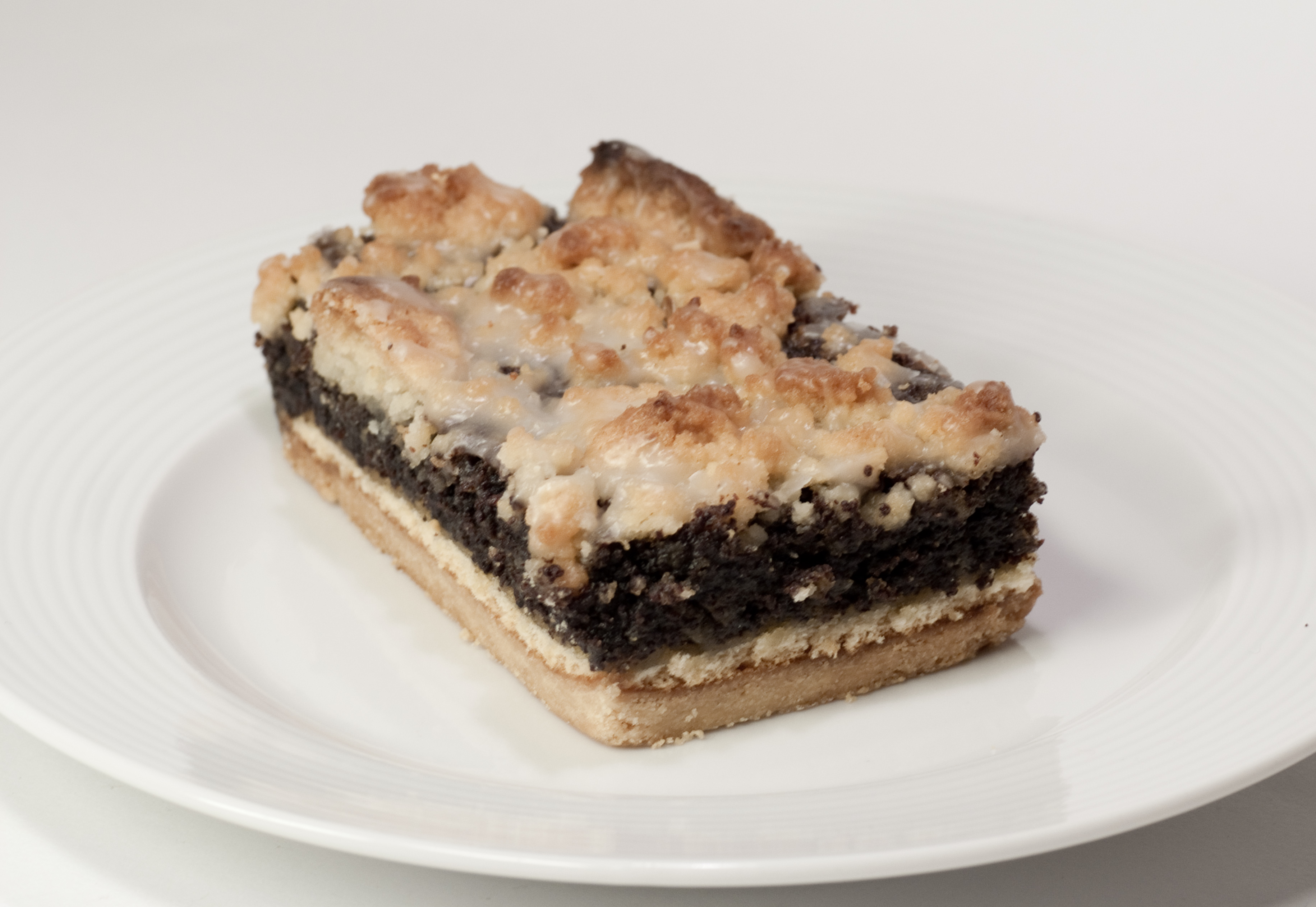
کیک تخم خشخاش

آشپزی سیلزیایی (به انگلیسی: Silesian cuisine) به منطقهٔ سیلزی در اروپای مرکزی تعلق دارد. این آشپزی زیر گونه ای از آشپزی لهستانی و آلمانی است که شباهت‌های فراوانی با آنها داشته و نشانه‌هایی از تأثیر آشپزی مناطق همجوار دارد. این آشپزی به خصوص به خاطر بهره بردن از تخم خشخاش در غذاهای خود و غذاهای کوفته بلندآوازه است.

## فهرست غذاهای سیلزیایی
- زیملا- نان رول بیضی شکل خوب پخته شده که چاک کوچکی در میانه آن وجود داشته و روی آن دانه‌های خشخاش قرار دارد، شبیه نان زمل اتریشی است.